# AgInSbTe
AgInSbTe, o plata-indio-antimonio-telurio, es un material de cambio de fase del grupo de los vidrios calcogenuros, utilizado en discos ópticos regrabables (como los CD regrabables) y en aplicaciones de memoria de cambio de fase. Es un compuesto cuaternario de plata, indio, antimonio y telurio.
Durante la escritura, el material se borra primero, inicializándose en su estado cristalino, con una irradiación láser prolongada y de baja intensidad. El material se calienta hasta su temperatura de cristalización, pero no hasta su punto de fusión, y cristaliza en una estructura cúbica metaestable centrada en la cara. A continuación, la información se escribe en la fase cristalina, calentando puntos de la misma con pulsos láser cortos (<10 ns) de alta intensidad; el material se funde localmente y se enfría rápidamente, permaneciendo en la fase amorfa. Como la fase amorfa tiene menor reflectividad que la cristalina, el flujo de bits puede registrarse como manchas amorfas "oscuras" sobre el fondo cristalino. A velocidades lineales bajas, pueden existir grupos de material cristalino en las manchas amorfas. Otro material similar es el GeSbTe, que ofrece una densidad lineal menor, pero con ciclos de sobrescritura superiores en 1-2 órdenes de magnitud. Se utiliza en formatos de grabación "pit-and-groove", a menudo en DVD regrabables. 